# Jambi
För andra betydelser, se Jambi (olika betydelser).
Jambi är en stad på ön Sumatra i Indonesien. Den är administrativ huvudort för provinsen Jambi och har cirka 600 000 invånare.

## Administrativ indelning
Jambi är indelad i åtta underdistrikt (kecamatan):
- Danau Teluk
- Jambi Selatan
- Jambi Timur
- Jelutung
- Kota Baru
- Pasar Jambi
- Pelayangan
- Telanaipura